# Міхаловиці (гміна, Краківський повіт)
Гміна Міхаловіце (пол. Gmina Michałowice) — сільська гміна у південній Польщі. Належить до Краківського повіту Малопольського воєводства.
Станом на 31 грудня 2011 у гміні проживало 9356 осіб.

## Площа
Згідно з даними за 2007 рік площа гміни становила 51.27 км², у тому числі:
- орні землі: 87.00%
- ліси: 4.00%

Таким чином, площа гміни становить 4.17% площі повіту.

## Населення
Станом на 31 грудня 2011:
| Опис     | Загалом | Загалом | Чоловіки | Чоловіки | Жінки | Жінки |
| -------- | ------- | ------- | -------- | -------- | ----- | ----- |
| одиниця  | осіб    | %       | осіб     | %        | осіб  | %     |
| все      | 9356    | 100     | 4658     | 49.79    | 4698  | 50.21 |
| міське   | 0       | 100     | 0        |          | 0     |       |
| сільське | 9356    | 100     | 4658     | 49.79    | 4698  | 50.21 |

## Сусідні гміни
Гміна Міхаловіце межує з такими гмінами: Зельонкі, Івановіце, Коцмижув-Любожиця.